# Coura Tine Sène
 (février 2025).
Motif : CV en ligne truffé de sources primaires. À la vue du Commons, l'agence de presse de la famille Tine est chargée de la promotion sur WP
- Archive Wikiwix
- Bing
- Cairn
- DuckDuckGo
- E. Universalis
- Gallica
- Google
- G. Books
- G. News
- G. Scholar
- Persée
- Qwant
- (zh) Baidu
- (ru) Yandex
- (wd) trouver des œuvres sur Wikidata

| 1. | Préciser le motif de la pose du bandeau. | Précisez le motif de la pose du bandeau en utilisant la syntaxe suivante : {{admissibilité à vérifier\|date=mai 2025\|motif=remplacez ce texte par le motif}}                        |
| 2. | Informer les utilisateurs concernés.     | Pensez à avertir le créateur de l'article, par exemple, en insérant le code ci-dessous sur sa page de discussion : {{subst:avertissement admissibilité à vérifier\|Coura Tine Sène}} |

Pour les articles homonymes, voir Sène.
Coura Carine Tine Sène est une ingénieure et dirigeante sénégalaise spécialisée dans les technologies de l'information, les télécommunications et la fintech.

## Biographie
Coura Tine Sène originaire de Thiès, est née en 1977. Sa mère est Hélène Tine.
Elle obtient un DEUG[De quoi ?] à l’université de Lille en 1999 puis un diplôme en génie informatique et statistiques de Polytech Lille en 2002'.

## Parcours Professionnel
Coura Tine Sène a commencé sa carrière en 2002 en tant qu'ingénieure en études et développement chez Universal Technologies. Elle a ensuite rejoint SMA Group France de 2003 à 2012, occupant les fonctions de chef de projet fonctionnel en systèmes d'information, puis d'assistante à maîtrise d'ouvrage. Depuis janvier 2022, elle occupe le poste de Directrice Régionale de Wave Mobile Money'.

## Vie Privé
Coura Tine Sène est mariée et mère de trois enfants. Elle cite comme influences sa mère, Hélène Tine, ancienne députée sénégalaise.

## Distinction

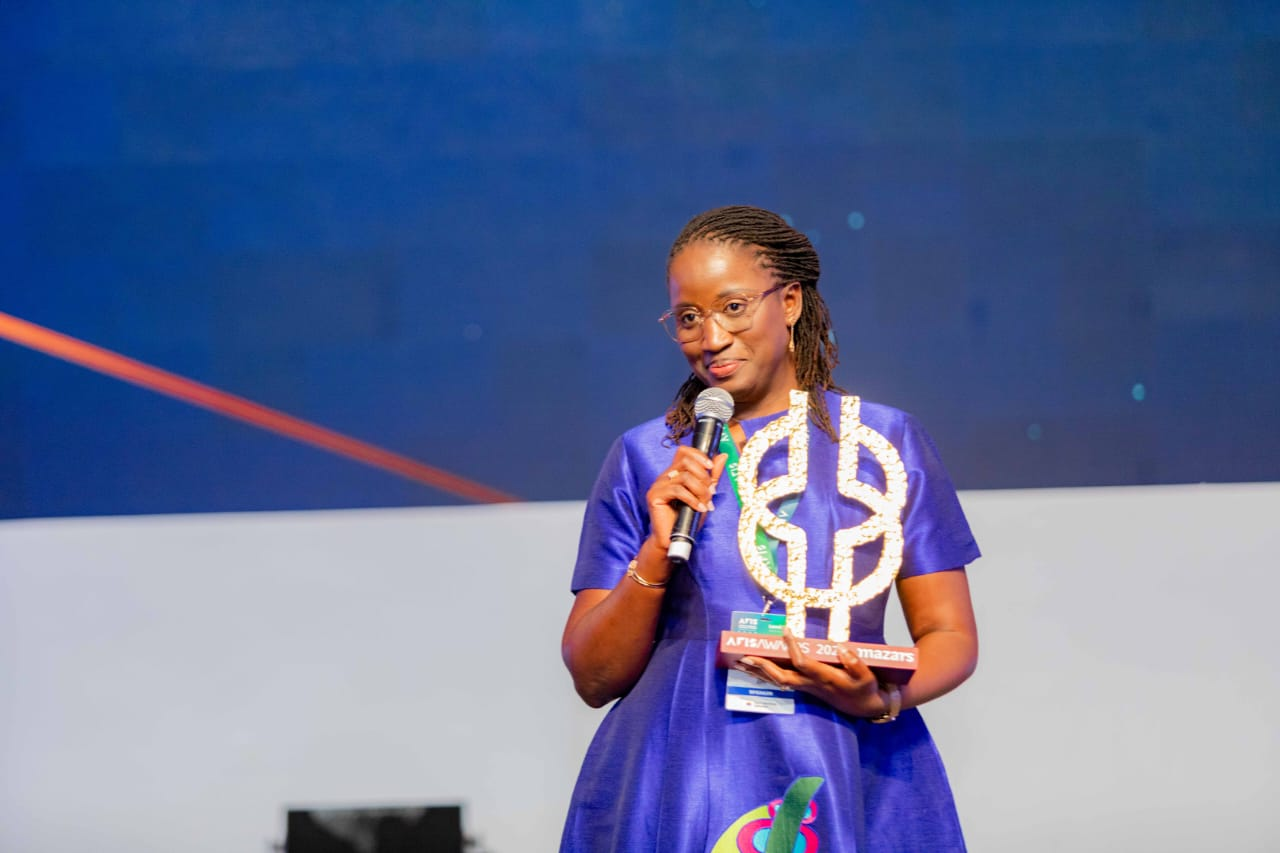
Coura Tine Sène s’exprimant sur scène après avoir reçu une distinction lors de l’AFIS Awards 2023

En 2023, Coura est récompensée lors des AFIS en recevant le prix de "Femme dirigeante de l’année".